# Филип Котлър
Филип Котлър (на английски: Philip Kotler) е американски експерт по маркетинг и мениджмънт. Той е избран на 4-то място в класацията на Financial Times за най-големите имена в мениджмънта на всички времена (след Джак Уелч, Бил Гейтс и Питър Дракър).
В кариерата си Котлър е бил консултант в областта на маркетинговото планиране, стратегическия и международен маркетинг на редица международни компании като IBM, Michelin, Bank of America, Merck, General Electric, Honeywell и Motorola. Той е редовен лектор на семинари из целия свят.
Смятан е за един от пионерите на социалния маркетинг, наричан е „бащата на маркетинга“. Има издадени десетки книги, вкл. на български.

## Биография

### Произход и образование
През 1917 г. двамата родители на Котлър напускат Украйна и се установяват в Чикаго, където той е роден на 27 май 1931 г. Две години той учи в DePaul University, след което бива приет без бакалавърска степен в магистърската програма на Чикагския университет (1953) и в PhD програмата в Масачузетския технологичен институт (1956), завършвайки две степени по икономика. Той учи под ръководството на трима нобелови лауреати в икономическата наука: Милтън Фридман, Пол Самюелсън и Робърт Солоу. Прекарва една година с постдокторантска стипендия по математика в Харвардския университет и по поведенчески науки в Чикагския университет.

### Виждания относно маркетинга
През 1962 г. започва да преподава маркетинг в Училището по мениджмънт „Келог“ на Северозападния университет. Той вярва, че маркетингът е основна част от икономическата наука и разглежда търсенето като повлияно не само от цената, но още от рекламата, продажбените промоции, агентите по продажби и опериращите като дистрибуционни канали търговци на едро и дребно.
Котлър твърди:
| „ | Маркетинговата цел на организацията е да определи нуждите, исканията и интересите на целевите пазари и да постигне желаните резултати по-ефективно от конкурентите, по начин, който запазва или увеличава благосъстоянието на потребителя или обществото. | “ |

Той свързва мотива за печалба със задоволяването на потребителските желания и благосъстоянието на обществото. Според Котлър, с цел ефективно маркетиране, целта за увеличаване на потребителското благосъстояние трябва да бъде поставена в ядрото на стратегията на компанията и да бъде преследвана от всички мениджъри.
През 2003 г. Financial Times цитира трите най-големи приноса на Котлър за маркетинга и мениджмънта:
| „ | На първо място, той прави повече от всеки друг писател или учен, за да популяризира важността на маркетинга, разграничавайки го от периферна дейност, прилежаща към по-важния производствен процес. Второ, той продължава тренд, стартиран от Питър Дракър, премествайки наблягането върху цена и дистрибуция на по-силен фокус върху посрещане на потребителските нужди и върху преимуществата, получавани от продукт или услуга. На трето място, той разширява концепцията на маркетинга от просто продаване до по-генерален процес на комуникация и размяна. Показва също как маркетингът може да бъде разгърнат и приложен върху благотворителни дружества, политически партии и много други нетърговски ситуации. | “ |

Котлър настоява за разширяване покритието на маркетинга до не просто търговски операции, но също операциите на неправителствени организации и правителствени агенции. Той твърди, че маркетингът може да бъде приложен не само върху продукти, услуги и преживявания, но още върху каузи, идеи, личности и дестинации. Според тази идея, един музей се нуждае от маркетинговите сили Продукт, Цена, Пласмент и Промоция (4P модел), за да привлича дарения от посетителите, членове на персонала и обществена подкрепа.
Котлър и Джералд Залцман създават сферата на социалния маркетинг, който прилага маркетинговата теория, за да повлияе върху промяна в поведението, която би била в полза на потребителите, техните близки и обществото като цяло. Котлър и Sidney Levy развиват идеята за демаркетиране, която организациите следва да използват, за да намалят цялостно или избирателно търсенето, когато то е прекалено високо. Така, когато снабдяването с вода е в недостиг, правителството трябва да убеди различни консуматори на вода, да намалят нейната употреба, така че достатъчно вода да бъде налична за приоритетни нужди.

## Почетни отличия
През 1975 г. Котлър е първият получил наградата „Leader in Marketing Thought“, избран от членовете на Американската маркетингова асоциация.
На 16 февруари 2013 г. той става и първият носител на наградата на William L. Wilkie – „Marketing for a Better World“ от същата асоциация. Наградата „удостоява с чест маркетолози, които са повлияли значително на разбирането и признателността на потенциала на маркетинга да подобри света“. Отново през 2013 г., той получава първи „Sheth Foundation Medal“ за изключителен принос към маркетинговата теория и практика.
Котлър получава 14 почетни степени от цял свят (Academy of Economic Studies in Bucharest, Athens School of Economics, BI Norwegian School of Management, Budapest School of Economic Science and Public Administration, Catholic University Santo Domingo, DePaul University, Cracow School of Economics, Groupe HEC, HHL Graduate School of Management, Iliria University, Mackenzin University, Mediterranean University, National University of Kyiv Mohyla Academy, Nyenrode Business University, Universidad Americana, Universidad del Pacifico, University American College, Букурещкия университет, Стокхолмския университет и Цюрихския университет).

## Научни трудове
- Philip Kotler and John A. Caslione, Chaotics: The Business of Managing and Marketing in The Age of Turbulence, AMACOM Publishing, May 2009.
- Philip Kotler, Joel Shalowitz, and Robert Stevens, Strategic Marketing for Health Care Organization: Building a Customer Driven Health Care System, Jossey-Bass, 2008.
- Philip Kotler, Hermawan Kartajaya, and Hooi Den Huan, Think ASEAN: Rethinking Marketing Toward ASEAN Community 2015, McGraw-Hill, 2007.
- Philip Kotler and Nancy Lee, Marketing in the Public Sector: A Roadmap for Improved Performance, Wharton School Publishing, 2006.
- Irving Rein, Philip Kotler, and Ben Shields, The Elusive Fan: Reinventing Sports in a Crowded Marketplace, McGraw-Hill, 2006.
- Philip Kotler, David Gertner, Irving Rein, and Donald Haider, Marketing Places, Latin America, Makron and Paidos, 2006.
- Philip Kotler and Waldemar Pfoertsch, B2B Brand Management, Springer, 2006.
- Philip Kotler, According to Kotler: The World's Foremost Authority on Marketing Answers All Your Questions, AMACOM, 2005.
- Philip Kotler and Nancy Lee, Corporate Social Responsibility: Doing the Most Good for Your Company and Your Cause, Wiley, 2005.
- Philip Kotler, Hermawan Kartajaya, and David Young, Attracting Investors: A Marketing Approach to Finding Funds for Your Business, Wiley, 2004
- Philip Kotler, Ten Deadly Marketing Sins: Signs and Solutions, Wiley, 2004.
- Philip Kotler and Fernando Trias de Bes, Lateral Marketing: A New Approach to Finding Product, Market, and Marketing Mix Ideas, Wiley, 2003.
- Philip Kotler, Hermawan Kartajaya, Hooi Den Hua, and Sandra Liu, Rethinking Marketing: Sustainable Marketing Enterprise in Asia, Prentice-Hall, 2003.
- Francoise Simon, Philip Kotler, Global Biobrands: Taking Biotechnoloty to Market, The Free Press, 2003.
- Philip Kotler, Marketing Insights from A to Z: 80 Concepts Every Manager Needs to Know, Wiley, 2003.
- Philip Kotler, Dipak Jain, and Suvit Maesjincee, Marketing Moves: A New Approach to Profits, Growth, and Renewal, Harvard Business School, 2002.
- Philip Kotler, A Framework for Marketing Management, Prentice-Hall, 2001 (subsequent editions, 2003, 2007, and 2009).
- Philip Kotler, Irving Rein, Donald Haider, and Chrieter Asplund, Marketing Asian Places: Attracting Investment, Industry, and Tourism to Cities, States, and Nations, Wiley, 2001.
- Philip Kotler and Hermawan Kartajaya, Repositioning Asia: From Bubble to Suistainable Economy, Wiley, 2000.
- Philip Kotler, Irving Rein, Donald Haider, and Christer Asplund, Marketing Places Europe, Financial Times, 1999.
- Philip Kotler, Swee Hoon Ang, Siew Meng Leong, and Chin Tiong Tan, Marketing Management-An Asian Perspective, Prentice-Hall, 2006, 4th edition.
- Philip Kotler, Kotler on Marketing: How to Create, Win, and Dominate Markets, The Free Press, 1999.
- Neil Kotler and Philip Kotler, Museum Strategy and Marketing: Designing Missions, Building Audiences, Generating Revenue and Resources, Jossey Bass, 1998, 2008.
- Philip Kotler and Joanne Scheff, Standing Room Only: Strategies for Marketing the Performing Arts, Harvard Business School Press, 1997.
- Philip Kotler, Somkid Jatusripitak, and Suvit Maesincee, The Marketing of Nations: A Strategic Approach to Building National Wealth, The Free Press, 1997.
- Philip Kotler, Gary Armstrong, and Veronica Wong, Principles of Marketing – European Edition, 1996 (Subsequent editions in 1999, 2001, and 2005).
- Philip Kotler, John Bowen and James Makens, Marketing for Hospitality and Tourism, Prentice-Hall, 1996, (Subsequent editions in 1999, 2003, and 2006).
- Philip Kotler, Irving Rein, and Donald Haider, Marketing Places: Attracting Investment, Industry and Tourism to Cities, States and Nations, The Free Press, 1993.
- Philip Kotler, Norman Shawchuck, Bruce Wrenn, and Gustave Rath, Marketing for Congregations: Choosing to Serve People More Effectively, Abingdon Press 1992.
- Philip Kotler and Eduardo Roberto, Social Marketing: Strategies for Changing Public Behavior, The Free Press, 1989, 2002, and 2008. (Latest title in Philip Kotler and Nancy Lee, Social Marketing: Influencing Behaviors for Good, Sage, 2008)
- Irving Rein, Philip Kotler, and Marty Stoller, High Visibility: The Making and Marketing of Professionals into Celebrities, Dodd, Mead, & Co., 1987. (Subsequent editions 1998, 2006).
- Philip Kotler and Roberta N. Clarke, Marketing for Health Care Organizations, Prentice Hall, 1987.
- Philip Kotler, Liam Fahey, and Somkid Jatusripitak, The New Competition, 1985
- Philip Kotler and Karen Fox, Strategic Marketing for Educational Institutions, Prentice Hall 1985, 1995.
- Philip Kotler, Marketing Professional Services, Prentice Hall, 1984 (Paul N. Bloom and Tom Hayes joined to do a second edition in 2002).
- Philip Kotler, Marketing Essentials, (later changed to Marketing-An Introduction), Prentice Hall 1984, 1987, 1990, 1993, 1997, 2000, 2003, 2005, 2007, 2009. Gary Armstrong joined as co-author in 1990.
- Philip Kotler and Gary Lilien, Marketing Models, Harper & Row, 1983. (this is a substantial revision of Marketing Decision Making. It was revised in 1992 and published by Prentice Hall with the addition of K. Sridhar Moorthy as third author.)
- Philip Kotler, Principles of Marketing, Prentice-Hall, 1980. (Subsequent editions 1983, 1986, 1989, 1991, 1994, 1996, 1999, 2001, 2004, 2006, 2008. Gary Armstrong joined as co-author in 1989.)
- Philip Kotler, Strategic Marketing for Nonprofit Organizations, Prentice-Hall, 1975. (Subsequent editions in 1982, 1986, 1991, 1996, 2003, and 2006. Alan Andreasen joined as co-author in 1986.)
- Philip Kotler, Harold Guetzkow, and Randall L. Schultz, Simulation in Social Administrative Science: Overviews and Case-Examples, Prentice-Hall, 1972.
- Philip Kotler, Gerald Zaltman, and Ira Kaufman, Creating Social Change, Holt, Rinehart, and Winston, 1972.
- Philip Kotler, Marketing Management: Analysis, Planning, and Control, Prentice-Hall, 1967. (Subsequent editions 1971, 1976, 1980, 1984, 1988, 1991, 1994, 1997, 2000, 2003, 2006, 2009). Kevin Lane Keller Joined as co-author in 2006.

## Избрани публикации
„Гуру“ книги, които съдържат цяла глава за приноса на професор Котлър включват такива заглавия като:
- Crainer, Stuart (1998). The Ultimate Book of Business Gurus: 110 Thinkers Who Really Made a Difference. New York: AMACOM.
- Kennedy, Carol (1998). Guide to the Management Gurus: Shortcuts to the Ideas of Leading Management Thinkers. London: Century Business.
- Turner, Marcia Layton (2000). How to Think Like the World's Greatest Marketing Minds. New York: McGraw-Hill.
- Brown, Tom; Crainer, Stuart; Dearlove, Des & Rodrigues, Jorge N. (2002). Business Minds. London: Financial Times/Prentice-Hall.